# Église luthérienne de la Sainte-Trinité de Riga
L'église luthérienne de la Sainte-Trinité de Riga (letton : Rīgas Svētās Trīsvienības luterāņu baznīca) est une église évangélique-luthérienne située dans le voisinage  de Sarkandaugava à Riga, capitale de Lettonie,. 

## Histoire
L'église de la Sainte Trinité a été construite entre 1876 et 1878 selon le projet de l'architecte Johans Daniels Felsko.
La construction a été supervisée par l'architecte Kārlis Neiburgers. 
Elle fut consacrée le 21 mai 1878, lors de la fête de la Sainte-Trinité.
L'orgue a été construit par August Martins en 1882, il constitue un monument culturel d'importance nationale.

## Architecture
L'église a été construite dans le style gothique en brique d'Allemagne du Nord.
Elle compte trois travées  avec un chœur plus large et des parties symétriques. 
Une petite tour s'élève au-dessus du faîte du toit au bout de l'autel. 
Les murs extérieurs de la nef divisent le contrefort. 
Le dernier étage de la tour est octogonal et au-dessus s'élève un haut toit pointu. 
L'extérieur de l'église est dominé par des formes et des plans géométriques.
Le portail d'entrée principal a des chapiteaux de style gothique primitif.
L'église peut accueillir 1450 personnes. 
Dans le chœur, il y avait un autel gothique en bois dû au menuisier Bernhard avec des sculptures en bois en forme de vigne et deux sculptures des apôtres. 
Le retable a été peint à Erfurt en Allemagne, et il représente une idée principale de l'Ancien Testament, le sacrifice d'Abraham, ou l'« Agneau de Dieu qui enlève le péché du monde » (Jn 1,29). 

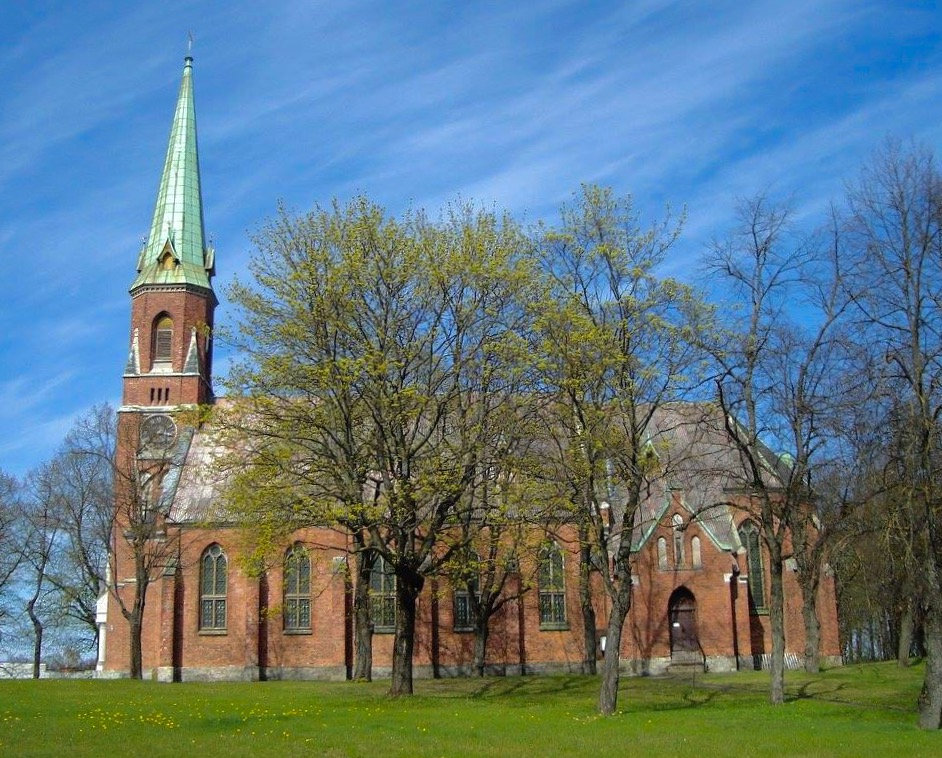